# Jacobus Hendrik Pierneef

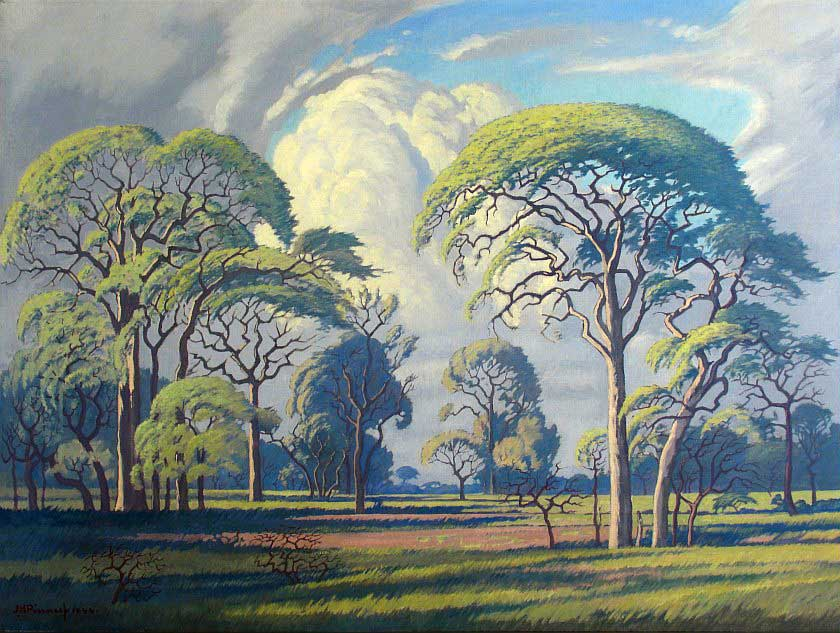
Hardkoolbome – Bosveld – obraz Pierneefa z 1944 roku

Jacobus Hendrik Pierneef (ur. 13 sierpnia 1886 w Pretorii, zm. 4 października 1957 tamże) – południowoafrykański malarz.
Malował przede wszystkim krajobrazy Afryki Południowej. Jego prace, w których widoczne są wpływy kubizmu, znajdują się w muzeach i galeriach sztuki w RPA (m.in. Johannesburg Art Gallery, Pretoria Art Museum, South African National Gallery w Kapsztadzie), część jest natomiast w posiadaniu prywatnych kolekcjonerów. Jest autorem dzieł będących dekoracją dworca kolejowego w Johannesburgu (1929-1932) oraz ambasady południowoafrykańskiej w Londynie – South Africa House (1933-1935).